# Рина Гришина
Јекатерина Николаевна Гришина (или само Рина Гришина, рус. Екатерина Николаевна Гришина) је руска глумица.
Завршила је балетску и музичку школу за виолину и клавир. Радила је 6 година у музичком позоришту „Зазеркаље” у Санкт Петербургу.
У 2012. години завршава Санкт Петербуршку државну академију позоришних уметности (данас Руски државни институт сценских уметности), курс Чергаског.
Живи и ради у Москви.

## Важније улоге
Гришина углавном игра споредне улоге, док главну улогу игра у серији „Линија светла” и филму „SOS”.
Најпознатију улогу имала је у серији „Кухиња” (5. и 6. сезона).
| Година | Назив              | Улога              | Тип    |
| ------ | ------------------ | ------------------ | ------ |
| 2017   | „Линија светла”    | Варја              | Серија |
| 2016   | „Хотел Елеон”      | Светлана           | Серија |
| 2016   | „Шампиони”         | Н/Д                | Филм   |
| 2015   | „Кухиња”           | Светлана           | Серија |
| 2014   | „Обалска стража 2” | Света              | Серија |
| 2012   | „Обалска стража”   | Света              | Серија |
| 2004   | „SOS”              | Зина               | Филм   |
| 2001   | „По имену Барон”   | Оксана у детињству | Серија |

 и) https://www.kinopoisk.ru/name/1039861/
(руски) http://www.kino-teatr.ru/kino/acter/w/ros/11008/bio/